# Calceus

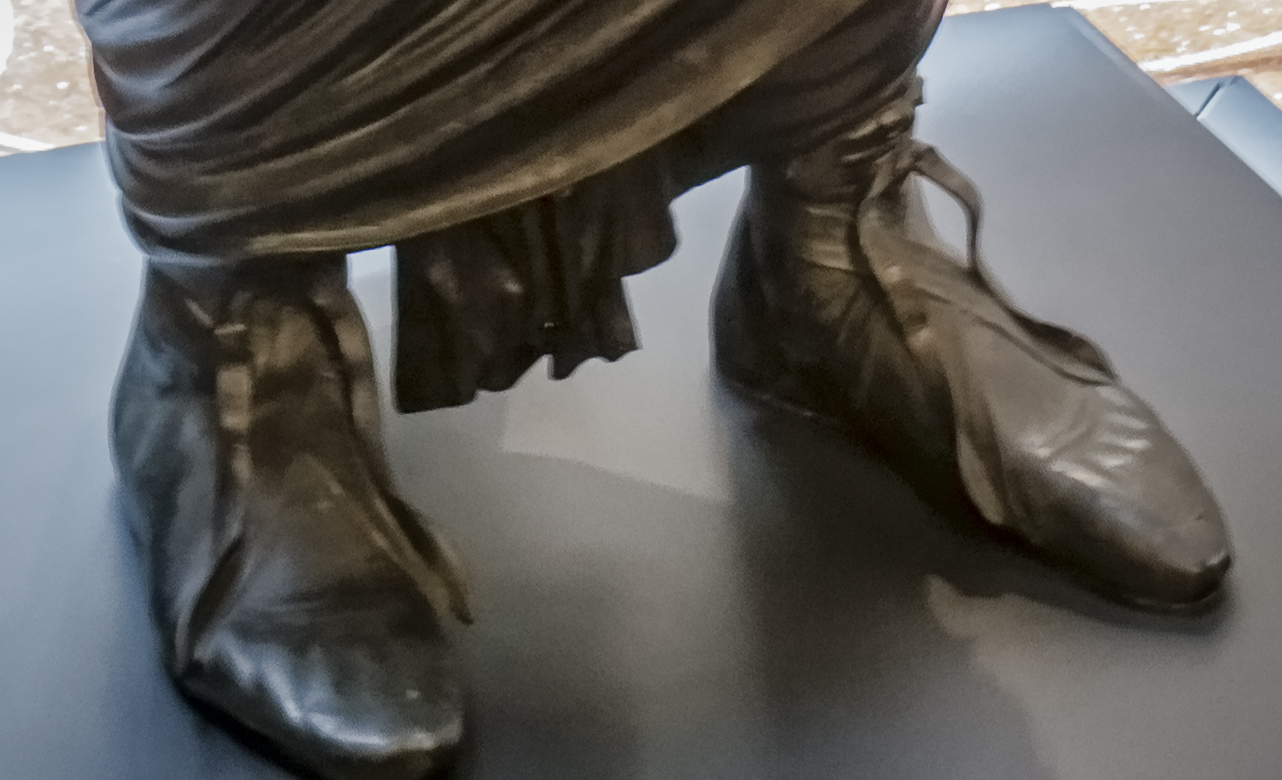
Calcei de l'emperador Tiberi. Estàtua de bronze

El calceus (llatí: calceus, en plural calcei derivat de calx 'taló') era una mena de bota que s'usava a l'antiga Roma per caminar a l'aire lliure. Tenia la sola plana, normalment reforçada amb claus que cobria completament el peu i el turmell i es lligava amb corretges de cuiro creuades o amb cordons.
Eren més lleugers que les càliga, les sandàlies que usava l'exèrcit romà. El calceus es considerava un complement del vestit romà, la toga, pròpia dels ciutadans romans, segons Polibi.
Els calcei eren normalment de cuir adobat, de color marró fosc. Els dels cavallers romans tenien una forma especial, amb sivelles en forma de mitja lluna. Si els usava un ciutadà que tenia rang de senador i també alguns sacerdots, els portava de color vermell, a més de la toga pretexta rivetada d'aquest color quan intervenia en actes públics. Segons Suetoni, alguns calcei tenien les soles molt gruixudes, per fer que el que els portava semblés més alt.
No s'acostumava a usar el calceus dins de casa, i l'emperador August es feia notar per portar-ne dins del seu palau. De fet, tant la toga com els calcei eren incòmodes de portar i feien calor, i per això, segons el poeta Marcial, quan els romans, en les seves estones d'oci o en un entorn rural més relaxat no usaven aquesta vestimenta. Fins i tot a la ciutat, alguns romans d'alt rang feien servir sandàlies lleugeres d'estil grec en lloc de calcei.
Les dones també portaven unes sabates semblants, d'un cuir no tant gruixut i de colors molt variats, diu Flavi Vopisc, encara que generalment eren de color blanc.
Joan Zonaràs diu que en temps de la República els plebeus es distingien dels patricis només pel tipus de calçat. Els plebeus portaven carbatines, i els patricis calceus. Un edicte de Dioclecià fixava els preus dels calcei i n'establia tres tipus: els calcei patricii, els calcei senatorum i els calcei pel ciutadà normal.